# ときめきメモリアル (映画)
『ときめきメモリアル』は、1997年8月9日に東映系にて公開された映画作品。フジテレビ制作の「ぼくたちの映画シリーズ」最終作。

## 概要
コナミの恋愛シミュレーションゲーム『ときめきメモリアル』の映画化作品。ただし、原作ゲームとの共通点は、ヒロインの名前が藤崎詩織であることや、伝説の樹のエピソードが語られるくらいしかない。また、藤崎詩織は小さい頃に引っ越していった主人公の幼馴染だが、原作ゲームと違い主人公より2歳年下である。藤崎詩織役は、本作が女優デビューとなる吹石一恵が演じた。
主なロケ地は現在の山口県大島郡周防大島町、および西日本旅客鉄道山陽本線大畠駅である。

## ストーリー
高校最後の夏休み、女性に無縁な主人公・私立煌学園高校に通う、3年生の鈴木明彦は、学園四大美少女（小麦、波絵、夏海、美潮）とその友人・佐川浩介が働く海の家でアルバイトを始める。

## スタッフ
- 監督：菅原浩志
- 脚本：岡田惠和
- 音楽プロデューサー：広瀬香美
- オーケストレーション：佐橋俊彦（一部作曲も担当）
- 選曲：薄井洋明
- 撮影監督：高間賢治
- キャメラオペレーター：戸澤潤一
- 美術：和田洋
- 録音：本田孜
- 照明：上保正道
- 編集：只野信也
- スクリプター：作間清子
- 装飾：大庭信正
- 衣装コーディネーター：佐藤ミサキ
- 助監督：井原真治、本田幹祐、小林大
- 音響効果：真道正樹、錦織真里
- ライフセーバー：鯨井保年、越智通臣、佐藤洋
- テニス指導：渡辺宏樹
- 特殊効果：大平特殊効果
- スタントコーディネーター：辻井啓伺
- スタント：スーパーアクションメガシステム
- 現像：東映化学
- デジタル合成：東映化学デジタルテック、日立製作所システム開発研究所
- ロケ協力：山村国際女子高等学校、柳井市経済部商工観光課、東和町系経済観光課、大島土木事務所、白木産業株式会社　ほか
- 企画：重村一、久板順一朗
- エグゼクティブプロデューサー：松下千秋、佐藤信彦、永田昭彦
- プロデューサー：臼井裕詞、関口大輔、手塚治、河瀬光
- プロジェクトプロデューサー：宅間秋史、中曽根千治
- 製作協力：東映東京撮影所
- 製作：フジテレビ、東映、コナミ
- 配給：東映

## キャスト
- 西村小麦：榎本加奈子
- 遠野波絵：中山エミリ
- 原田夏海：矢田亜希子
- 横山美潮：山口紗弥加
- 藤崎詩織：吹石一恵
- 鈴木明彦：岡田義徳
- 佐川浩介：池内博之
- 柏木（ホテルマン）：袴田吉彦
- 川島（教師）：大石恵
- 溺れた少年の友人：水川あさみ
- 村木幸男（鈴木の友達）：井澤健
- 西村苗子：岡まゆみ
- 八百屋：小柳友貴美
- 山口将司
- 増島愛浩
- 栗林みえ

ほか

## テーマソング
セピアの夏のフォトグラフ
作詞・作曲 - 広瀬香美
歌 - 吹石一恵（BMGジャパン）